# Phénoménologie (science)
Pour les articles homonymes, voir phénoménologie.
Le terme phénoménologie appliqué à la science est utilisé pour décrire un corps de connaissance reliant de nombreuses observations empiriques entre elles, de façon cohérente avec la théorie fondamentale, mais n'en étant pas issu.
Une théorie phénoménologique exprime mathématiquement le résultat de l'observation d'un phénomène sans s'attarder à sa signification fondamentale. Le mot dérive de « phénomène » (du grec φαινόμενoν, pl. φαινόμενα - phenomena, traduit par "chose manifeste, évidente, qui apparaît", et -λογία - -logia, traduit par « étude de » ou « recherche »), et s'applique à tout événement observable.
Ainsi, des expressions algébriques peuvent être utilisées afin de modéliser des observations ou des résultats expérimentaux de différentes échelles de longueurs, masses, ou temps, et pour effectuer des prédictions sur les résultats d'autres observations ou expériences, bien que ces expressions ne soient pas issues d'approximations d'une théorie proposée pour ce domaine de connaissance.
Une autre façon d'appréhender la phénoménologie en science est de considérer qu'elle constitue l'intermédiaire entre l'expérience et la théorie. Elle est plus logique et comprend plus d'étapes logiques que l'expérience, mais est plus directement liée à cette dernière qu'à la théorie.

Les limites entre théorie et phénoménologie, et entre phénoménologie et expérience, sont parfois floues et dépendent en quelque sorte des préconceptions du scientifique les décrivant et du champ particulier de travail.
La plupart des scientifiques diraient qu'une modélisation phénoménologique d'un phénomène ne constitue pas une compréhension du phénomène, mais agréeront la pertinence de son rôle dans les sciences.
La philosophe des sciences Nancy Cartwright ne croit pas dans les lois fondamentales scientifiques, mais plutôt dans ses lois phénoménologiques.